# Nöbbele
För andra betydelser, se Nöbbele (olika betydelser).
Nöbbele eller Värends Nöbbele är en tätort i Växjö kommun i Kronobergs län och är kyrkby i Nöbbele socken. Orten är belägen vid länsväg 122 mellan Ingelstad och Linneryd. 

## Namnet
Ortnamnet nöbbele, ny-böle betyder "nybygge" och förekommer även på andra ställen i Kronobergs län, och även i Jönköpings län.

## Befolkningsutveckling
| Befolkningsutvecklingen i Nöbbele 1980–2020 | Befolkningsutvecklingen i Nöbbele 1980–2020 | Befolkningsutvecklingen i Nöbbele 1980–2020 | Befolkningsutvecklingen i Nöbbele 1980–2020 | Befolkningsutvecklingen i Nöbbele 1980–2020 |
| ------------------------------------------- | ------------------------------------------- | ------------------------------------------- | ------------------------------------------- | ------------------------------------------- |
|                                             |                                             |                                             |                                             |                                             |
| År                                          |                                             |                                             | Folkmängd                                   | Areal (ha)                                  |
| 1980                                        | 1980                                        |                                             | 223                                         |                                             |
| 1990                                        | 1990                                        |                                             | 295                                         | 55                                          |
| 1995                                        | 1995                                        |                                             | 263                                         | 55                                          |
| 2000                                        | 2000                                        |                                             | 236                                         | 56                                          |
| 2005                                        | 2005                                        |                                             | 242                                         | 56                                          |
| 2010                                        | 2010                                        |                                             | 257                                         | 56                                          |
| 2015                                        | 2015                                        |                                             | 256                                         | 53                                          |
| 2020                                        | 2020                                        |                                             | 245                                         | 53                                          |
| Anm.: Ny tätort 1980                        |                                             |                                             |                                             |                                             |

## Samhället
Här finns Nöbbele kyrka, skola, servicehem och kiosk. 

## Personer med anknytning till orten
- Musikern Eddie Meduza avled i byn år 2002.
- Riksspelmannen Magnus Gustafsson
- Fotbollsspelaren Harry Bild